# Witold Gliński (zesłaniec)
Witold Gliński (ur. 22 listopada 1926 na Wileńszczyźnie, zm. 16 kwietnia 2013) – według własnej relacji (patrz kontrowersje poniżej) prawdziwy inspirator oraz uczestnik słynnej ucieczki z gułagu opisanej przez Sławomira Rawicza w bestsellerze Długi marsz.

## Życiorys
Przed zsyłką jego rodzina mieszkała na Wileńszczyźnie w miejscowości Ulino, w powiecie dziśnieńskim. Po wybuchu II wojny światowej został wraz z rodziną aresztowany przez NKWD i wywieziony w głąb Rosji.
Według własnej relacji, Gliński po przesłuchaniach w moskiewskiej Łubiance został skazany na 25 lat ciężkich robót i skierowany do pracy przymusowej w sowieckim łagrze pod Jakuckiem na Syberii. W lutym 1941 roku wraz ze współtowarzyszami uciekł z łagru, podejmując pieszą wędrówkę o długości 6500 km przez bezdroża Azji do Kalkuty w Indiach.
Historię takiej ucieczki po wojnie przypisał sobie inny żołnierz Polskich Sił Zbrojnych oficer Sławomir Rawicz. Jednakże dokumenty badane przez zachodnich dziennikarzy ujawniły, że Rawicz nie mógł być uczestnikiem takiej ucieczki. Prawdziwą osobą, do której rzekomo należały losy opisane w książce Rawicza, był Witold Gliński, którego odkrył w 2008 roku angielski dziennikarz John Dyson. Usłyszał on przypadkowo o wojennych losach Glińskiego i namówił go do wspomnień. Relację z rozmowy zamieścił w miesięczniku „Reader’s Digest” w maju 2009 roku. Publikacja historii nie była poparta żadnymi dowodami w postaci dokumentów – Dyson bazował jedynie na informacjach przekazanych ustnie przez Glińskiego.
Według relacji Dysona, Gliński po udanej ucieczce wyjechał do Anglii, gdzie został żołnierzem I Korpusu Polskiego, w szeregach którego brał m.in. udział w lądowaniu aliantów w Normandii. Po wojnie został w Anglii, gdzie ożenił się z rodowitą Angielką Joyce Gartside i podjął pracę jako robotnik przy budowie autostrad. Mieszkał w Kornwalii. Miał trzech synów. Zmarł w wieku 86 lat.
W 2010 roku trzy osoby z Łodzi: Tomasz Grzywaczewski, Bartosz Malinowski oraz Filip Drożdż w ramach projektu „Long Walk Plus Expedition” odbyło wyprawę śladami Witolda Glińskiego. Wyprawa rozpoczęła się w maju 2010 roku w Jakucku, a zakończyła w listopadzie 2010 roku w Kalkucie w Indiach. Wyprawa została opisana w książce T. Grzywaczewskiego Przez dziki Wschód.

## Kontrowersje
John Dyson opublikował historię Witolda Glińskiego bazując jedynie na jego ustnym przekazie, bez żadnych dokumentów potwierdzających opisywane miejsca lub daty. Natomiast wszystkie opublikowane dotychczas niezależne dokumenty przeczą opowiadaniom Glińskiego.
W pierwszej wersji tej historii podano, że Gliński podczas ucieczki w 1941 roku miał 17 lat, co oznaczałoby, że musiałby urodzić się w roku 1924 lub wcześniej (podawano również rok 1922). Ewidencja Ministerstwa Obrony Wielkiej Brytanii zawiera tylko jeden wpis pod nazwiskiem „Witold Glinski” i podaje rok urodzenia jako 1926. Podobnie dokumenty rosyjskie z Archangielska podają datę urodzenia jako 1926. Oznaczałoby to, że Gliński został zesłany na 25 lat, kiedy miał 13 lat, co jest mało prawdopodobne.
Gliński utrzymywał, że był głównym organizatorem ucieczki, jak również przewodził pozostałym osobom podczas całej trasy. Jest również mało prawdopodobne, aby trzej starsi oficerowie słuchali rozkazów 17-latka. Jeśli jednak dokumenty mówią prawdę i Gliński urodził się w 1926 roku, to w chwili ucieczki musiałby mieć nie więcej niż 14 lat, co jest jeszcze mniej wiarygodne.
Gliński podał, że razem z nim uciekli z łagru trzej oficerowie polskiej piechoty, Mr. Smith i dwaj inni (Ukrainiec i Jugosłowianin). Linda Willis w swojej książce „Looking for Mr. Smith” („Szukając Pana Smitha”) podjęła się próby ustalenia, kim był Amerykanin „Mr. Smith”, jednak nie potrafiła dotrzeć do żadnych dowodów potwierdzających istnienie takiej osoby. Udało jej się jednak dotrzeć do dokumentów podających, że Gliński dołączył do polskiej jednostki wojskowej 7 marca 1942 r. Dokumenty te nie podawały miejscowości, w której to nastąpiło.
Dokumenty Archiwum im. Sikorskiego w Londynie i źródła Ambasady Polskiej w ZSSR w latach 1941–1943 podają, że 7 marca 1942 roku 8 Dywizja Piechoty mieściła się koło Czykmentu, na północ od Taszkentu w Kazachstanie, i tam właśnie Gliński musiałby do niej dołączyć (a nie już na terenie Wielkiej Brytanii). Z uwagi na zbyt małą liczebność 8 Dywizji została ona rozwiązana w Persji w maju 1942 r. Oddziały włączono w skład rezerw lub innych jednostek, a po przybyciu do Wielkiej Brytanii wcielono do I Korpusu Maczka. Jednak tak ważnych informacji Gliński nigdy nie podał w swoich wspomnieniach.
Gliński w ostatnim wywiadzie udzielonym Willis przyznał, że faktycznie wstąpił do polskiej jednostki wojskowej 7 marca 1942 roku, co stoi w sprzeczności z informacjami, jakie podawał wcześniej. Dodatkowo Willis w swojej książce zaprzecza, jakoby Gliński mógł być na Łubiance, nie mógłby więc być tam skazany na 25 lat ciężkich robót. Co więcej, wyliczenia Willis dają okres tylko siedmiu miesięcy, co jest niewystarczające na odbycie jedenastomiesięcznej wędrówki, tak jak to utrzymywał Gliński.
Gliński natomiast twierdził, że z Indii został przetransportowany do Południowej Afryki (nie wspomina w ogóle o Kazachstanie lub Persji), a bezpośrednio stamtąd do Szkocji, gdzie dopiero przyłączył się do Wojska Polskiego.
Witryna Prawda o Długim Marszu stworzona przez Leszka Glinieckiego twierdzi, że relacja Glińskiego jest fikcją. Według tej witryny Gliński rzeczywiście był zesłańcem, ale nie w gułagu lub łagrze, ale w „specposiołku Kriesty w Obwodzie Archangielskim” oraz podaje szereg źródeł zawierających dane popierające jego tezę o fikcyjności relacji Glińskiego i sprzecznościach w niej zawartych.
Już wcześniej Gliniecki opublikował oficjalne dokumenty potwierdzające, że był przetrzymywany w tym samym miejscu co Gliński. Gliniecki podaje również, że znał Glińskiego osobiście i przez kilka miesięcy ich łóżka stały nawet w tym samym pomieszczeniu. Jeśli Gliński był w Kriestach, to nie mógł być w tym samym czasie w łagrze koło Jakucka w 1941 r.
Gliński podawał różne wersje w różnych wywiadach. Wersje te różniły się istotnymi, a co najważniejsze sprzecznymi ze sobą szczegółami, np. w książce Willis ucieczka następuje poprzez zarzucenie koca na kolczaste druty, a siekiera zostaje znaleziona w opuszczonym obozie, natomiast w artykule Dysona poprzez podkop pod drutami, a siekiera została wcześniej wykuta po kryjomu i zabrana już z pierwszego obozu.